# Дзвони Лемківщини (фестиваль)
«Дзвони Лемківщини» — Всеукраїнський традиційний фестиваль лемківської культури, що проводиться в першу суботу та неділю серпня в урочищі «Бичова» поблизу міста Монастириська Тернопільської області.

## Опис
Перші два фестивалі під назвою «Лемківська ватра» відбулися 1999 і 2000 в селі Гутисько Бережанського району Тернопільської області. Наступні проходять в урочищі «Бичова» неподалік від міста Монастириська.

## За фестивалями

### I
Відбувся 5—6 червня 1999 року під назвою «Лемківська ватра». Головою оргкомітету був Ігор Дуда.
На Ватряному полі спорудили дерев'яну сцену в карпатському стилі. Ватру запалили Михайло Ілляш та Оленка Троян — найстарший і наймолодша лемки села.
Участь взяло близько 3 тисячі краян і гостей осіб, 40 мистецьких колективів і окремих виконавців з Галичини та Києва.

### II
Відбувся 10—11 червня 2000 року. Головою оргкомітету цього і наступних фестивалів став Олександр Венгринович.
На Ватряному полі встановили Пам'ятний Хрест з нагоди 55-річчя депортації. Серед гостей фестивалю були народна артистка України Марія Бойко, заслужений діяч мистецтв України Ольга Бенч, яка є уродженкою села Гутиська. У концерті взяв участь заслужений артист України Іван Мацялко.

### III
Відбувся 9—10 червня 2001 року. Фестиваль отримав назву «Дзвони Лемківщини» і проходив під гаслом «Цне мі ся за тобом, мій Лемківскій Краю».
В урочищі «Бичова» споруджено сцену. У пролозі було театралізоване дійство — «переселення». Ватру запалював старший лемко Монастириська Михайло Кулик. У святі взяв участь і виступив голова Тернопільської обласної ради Василь Олійник. Фестиваль проводився в рамках заходів 10-річчя Незалежності України.

### IV
Відбувся 8—9 червня 2002 року. Всеукраїнське товариство «Лемківщина» порушило клопотання про надання Крайовому Фестивалю статусу Всеукраїнського. Гостями були заступники голів облдержадміністрацій Любов Півцьо (Тернопіль) і Богдан Томенчук (Івано-Франківськ), о. Мирон Михайлишин із Польщі.

### V
Відбувся 21—22 червня 2003 року. Було вперше піднято прапор ВУТЛ. У фестивалі взяв участь голова Тернопільської облдержадміністрації Іван Курницький. У вічі наступного дня промовляв народний депутат України Іван Стойко. В концерті виступали 60 професійних та аматорських хорів, гуртів і окремих виконавців. Приїхав дитячий колектив із Польщі.

### VI
Відбувся 5—6 червня 2004 року. Почесними гостями були голова Тернопільської облдержадміністрації Іван Курницький, голова Державного Комітету України в справах національностей та міграції Геннадій Москаль, народні депутати України.
Вперше в концерті взяв участь народний артист України, уродженець міста Монастириська Роман Вітошинський. Виступали мистецькі колективи з багатьох областей України, а також Польщі та Сербії.

### VII
Відбувся 4—5 червня 2005 року. Серед гостей були присутні голова СФУЛО, професор Іван Щерба, голова Тернопільської облдержадміністрації Іван Стойко, міський голова Тернополя Богдан Левків, заступник голови Івано-Франківської облдержадміністрації Богдан Томенчук. Привітання організаторам, учасникам і гостям фестивалю надіслали Прем'єр-міністр України, Міністр культури і мистецтв.
Прологом послужило театралізоване дійство «Земля, розіп'ята на Хресті історії» (режисер Анатолій Нечай). У концертній програмі взяли участь близько 60 колективів та окремих виконавців. У неділю Службу Божу відправив єпископ Іриней (Білик) з Бучача, якому допомагали вісім священиків.

### VIII
Відбувся 3—4 червня 2006 року. Свято розпочалося хід-парадом колективів у місті. Біля музею лемківської культури і побуту відбулися урочини з нагоди надання йому статусу обласного.
Серед гостей були присутні заступник Міністра культури і туризму України професор Ольга Бенч, голова СФУЛО Іван Щерба, голова Тернопільської облдержадміністрації Іван Стойко, голова Тернопільської обласної ради Михайло Миколенко, заступники голів Львівської облдержадміністрації та облради Іван Денькович і Ярослав Пітко, міський голова Тернополя Роман Заставний, секретар Об'єднання Лемків у Польщі Еміль Гойсак, народні депутати України.
У концерті взяли участь близько 80 колективів та окремих виконавців з трьох областей Галичини, Закарпаття, Полтавщини, Луганщини, Рівного і Києва. Виступали Степан Галябарда, Павло Дворський, Іван Мацялко, Богдан Сташків, Левко Дурко, Червоне та Чорне (дует).

### IX
Відбувся 4—5 серпня 2007 року. Серед гостей були заступник Міністра культури і туризму України Ольга Бенч, голови Тернопільської облдержадміністрації та облради Іван Стойко та Михайло Миколенко, голова СФУЛО Володимир Ропецький, народний депутат України Михайло Полянчич, міський голова Тернополя Роман Заставний, народні артисти України Марія і Ніна Байко, Богдан Сташків, дует "Червоне та Чорне" (Валентина та Ярослав Теплі). З Польщі вперше приїхали голова Об'єднання Лемків Польщі Стефан Гладик, та його заступник Василь Шлянта. Вітання учасникам фестивалю надіслав Президент України.
На Ватряному полі встановили й освятили Пам'ятний Хрест депортованим у 1944—1946 і 1947 рр.
У концерті взяли участь близько 70 колективів та окремих виконавців із трьох областей Галичини, а також Полтавщини, міст Києва, Житомира, Кіровограда, Черкас.

### X

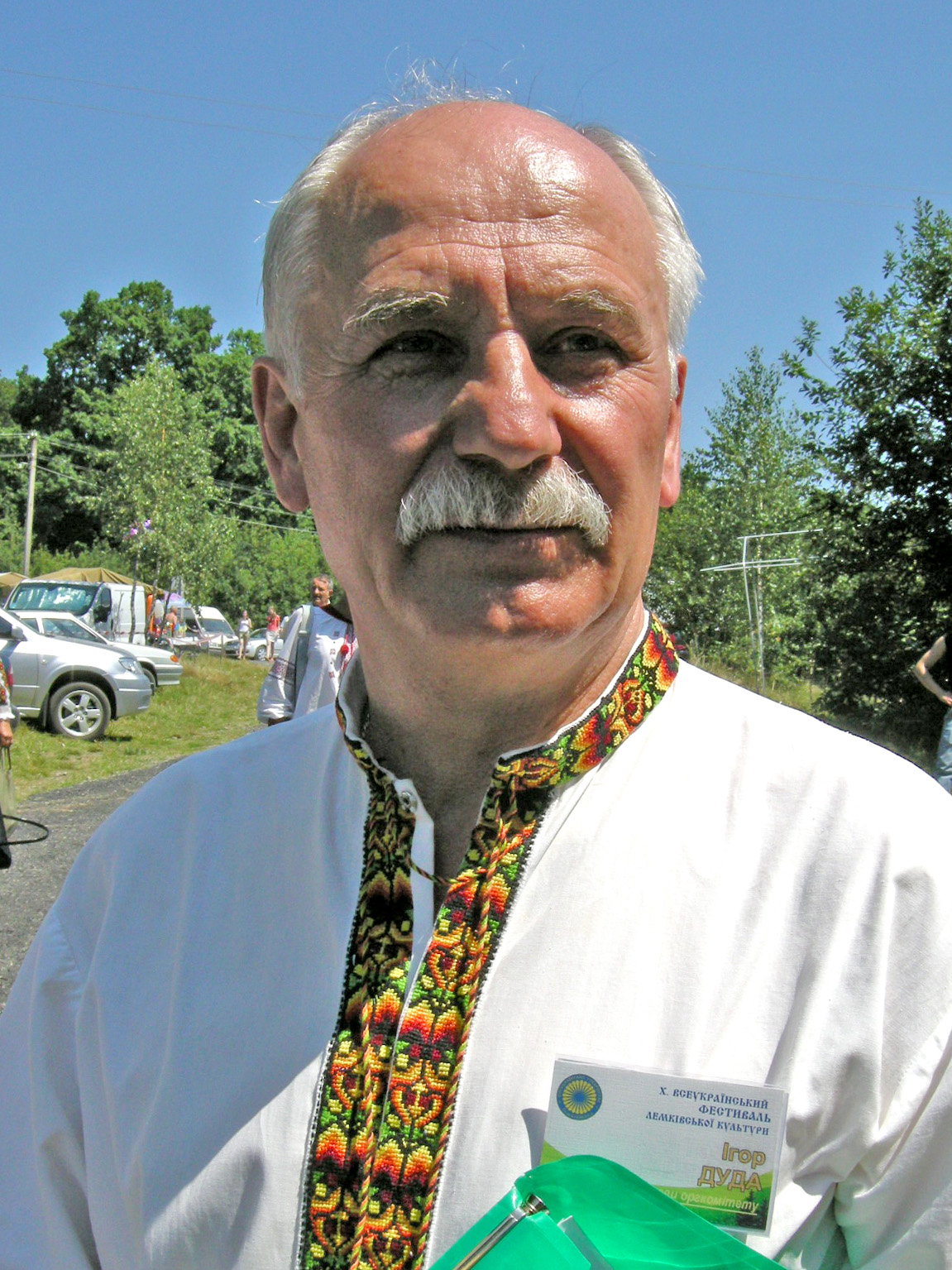
Ігор Дуда на X фестивалі

Лемківське село

Відбувся 2—3 серпня 2008 року. Ватряну сцену вирівняли і збільшили: її площа досягла 75,6 м². Збільшилася кількість лавок перед сценою, на яких могли розміститися до 1012 глядачів.
Фестиваль розпочав вступним словом голова ВУТЛ Олександр Венгринович. Під звуки Національного гімну та урочистої пісні «Гори наші» були підняті прапори України і товариства «Лемківщини». Ватру запалив Михайло Громосяк у супроводі внуків переселенців. Феестиваль благословили семеро священиків обох конфесій. Вітання від Президента України зачитав заступник голови облдержадміністрації Іван Наливайко. Заступнику Міністра культури і туризму професору Ользі Бенч хористи «Яворини» піднесли хліб-сіль. Також виступали заступник голови обласної ради Олег Вітвіцький, голова СФУЛО доцент Володимир Ропецький, керівники Монастириського району, представники Тернопільського землятства в Києві, депутати обласної ради. Концертну програму відкрили ведучі фестивалю Ганна Ковалишин (Підзамочок) і Микола Гарбера (Чортків). У святі взяли участь голова і заступник Об'єднання Лемків Польщі Стефан Гладик і Василь Шлянта. На Ватряному полі розпочато будову лемківської каплиці (архітектор Я. Козіна).

### XI
Відбувся 1—2 серпня 2009 року. Фестиваль розпочався ходою-парадом учасників головною вулицею Монастириськ та покладанням квітів до пам'ятника Тарасові Шевченку. З привітальними словами виступили заступник міністра культури і туризму України професор Ольга Бенч, голова Об'єднання Лемків Польщі Стефан Гладик, голова Союзу Русинів-Українців Словаччини Петро Сокол, голова Союзу Русинів-Українців Сербії Богдан Віславський, голова СФУЛО Володимир Рапецький, перші керівники області та району.
В концерті взяли участь професійні та аматорські колективи окремі виконавці з багатьох областей України, а також вокально-інструментальний ансамбль із міста Вербас (Сербія). Серед виконавців — Червоне та Чорне (дует), Софія Федина, Леся Горлицька, Анна Чеберенчик. На фестивалі працювала знімальна група «Фольк-Музик» 1-го Національного телеканалу (керівник Оксана Пекун). Від 21:00 почалася молодіжна забава, що подовжувалася до світанку. Опівночі пролунав святковий феєрверк. У неділю на Ватряному полі традиційно проводилася Служба Божа, було освячено новозбудовану капличку.

### XII

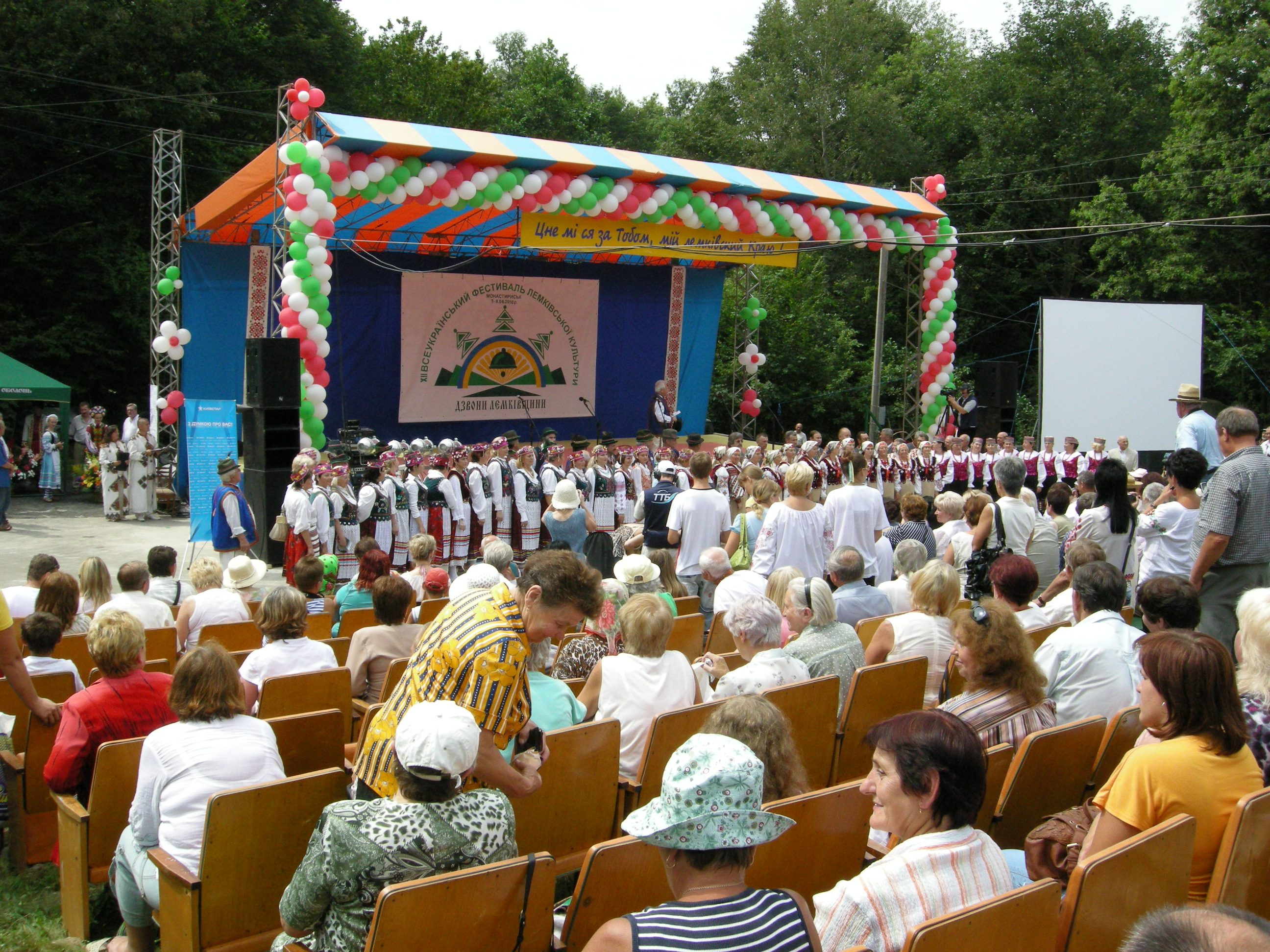
XII фестиваль. Концерт

Відбувся 7—8 серпня 2010 року. Учасниками фестивалю були лемки з багатьох областей України, Польщі, Словаччини, Сербії, США, Канади, Молдови, Росії. Серед запрошених гостей були заступник Міністра культури і туризму України Ольга Бенч, голова Івано-Франківської облдержадміністрації Михайло Вишиванюк, Герой України, генерал-полковник міліції Анатолій Француз, фольклорист і етнограф, академік Національної Академії наук України зі Словаччини Микола Мушинка, голова СФУЛО (Львів) Володимир Ропецький, заступник голови Об'єднання Лемків Польщі Василь Шлянта.
Поряд із лемківською капличкою споруджено дерев'яну дзвіницю, фундатором якої був Герой України, голова агрофірми «Мрія» Іван Гута. На Ватряному полі відкрили «Мердакову хату» і виставку з 16 скульптур лемківського різьбяра Івана Мердака. Народну творчість представляли близько 70 майстрів.
У концертній програмі взяли участь близько 50 мистецьких колективів та окремих виконавців із трьох областей Західної України, міст Києва, Житомира (Червоне та Чорне (дует)), Луганська, гості з Польщі, народні артисти України Іван Попович, Михайло Мацялко, бандурист Віктор Мішалов з Австралії. Від 22:00 год. почалася молодіжна забава. У неділю зранку розпочалася Служба Божа за участю 13 священиків і церковного хору з Монастириськ. Посвячена дзвіниця і дзвін.

### XIII

Млин

Відбувся 6—7 серпня 2011 року. Свято розпочалося підняттям прапорів, театралізованим дійством, благословенням священиків та урочистим запаленням ватри, яку вперше помістили в центрі Ватряного поля. Її запалив староста фестивалю Михайло Тиханський з Монастириськ. Привітав учасників та гостей голова Тернопільської облдержадміністрації Валентин Хоптян. Кожний район мав свій павільйон. У святі взяли участь міський голова Тернополя Сергій Надал, заступник голови облдержадміністрації Петро Гоч, перші керівники Монастириського району і міста. Серед гостей були голова Союзу Русинів-Українців Словаччини Петро Сокол, в. о. голови СФУЛО Іван Лаба, голова Сяніцького відділення Об'єднання Українців Польщі Мар'ян Райтар, доктор медицини, професор Василь Антонів із Москви. Опівночі пролунали святкові феєрверки. Молодіжну забаву проводили гурти «Джазова фіра» з Тернополя та брати Гарбери з Чорткова.
На фестивалі виступили близько 110 пісенних і танцювальних колективів та окремих виконавців. Вперше до Монастириськ завітав лемківський ансамбль пісні і танцю «Кичера» з Польщі під орудою Юрка Старинського. У неділю, після Богослужіння, між капличкою і дзвіницею освятили криницю, глибина якої 20 метрів. Концерта програма продовжувалася до 18:00.

### XIV

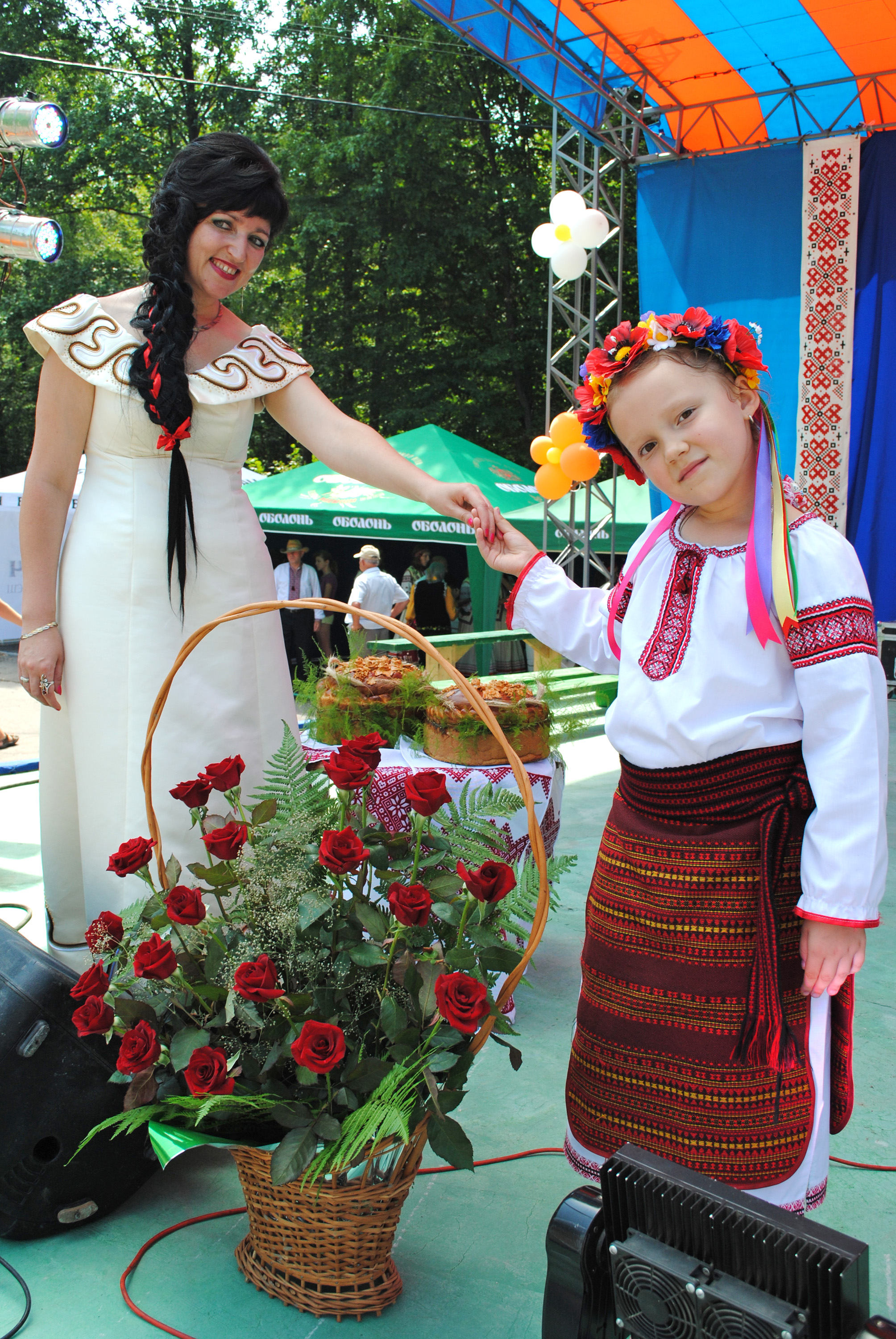
Бандуристка Надія Кулик з донечкою Софійкою

Відбувся 4—5 серпня 2012 р. Фестиваль розпочався традиційним хід-парадом учасників фестивалю центральною вулицею Монастириська — від районного Палацу культури до Музею лемківської культури і побуту, з покладанням квітів до пам'ятника Тарасові Шевченку. Урочисте відкриття свята розпочалося виконанням Державного гімну і підняттям Прапора України, урочистої пісні «Гори наші» і підняттям прапора ВУТЛ. Фестиваль відкрив голова ВУТЛ Олександр Венгринович. Свято благословили дев'ять священиків, яких очолював єпископ Бучацький УГКЦ Дмитро (Григорак).
На відкритті з вітаннями виступали голови облдержадміністрації Валентин Хоптян і облради Олексій Кайда, міський голова Тернополя Сергій Надал, який представляв Асоціацію міст України. Олексій Кайда вручив Олександрові Венгриновичу рішення Обласної ради про створення на базі Монастириського музею лемківської культури і побуту обласного музейного комплексу «Лемківське село». Посвідчення про присвоєння почесного звання «Заслужений працівник культури України» отримала бандуристка Надія Кулик з Тернополя. Почесними відзнаками облдержадміністрації «Честь і слава Тернопільщини» нагороджено Олександра Венгриновича, Оксану Будну, Ігоря Дуду, а також керівників Київського товариства «Лемківщина» Михайла Мацієвського та Івана Крісу. Велику групу лемківських активістів відзначено Почесними грамотами. Головне вогнище-ватру запалив Михайло Тиханський з Монастириська.
Концертна програма фестивалю почалося літературно-музичною композицією «В українськім величавім хорі, Лемківський голос чутно в добрий час». За традицією, першим виступав лемківський хор «Яворина» з Монастириська (керівник Василь Баран). Ведучі програми Богдан Пастух (Львів) і Ганна Ковалишин (Бучач). Серед гостей фестивалю були народні депутати України Микола Горбаль і Олесь Доній з Києва, Червоне та Чорне (дует) з Житомира, народний артист України Степан Савка. Лемків та їх нащадків у національних костюмах можна було побачити не лише біля сцени, але й по всьому Ватряному полі. Відкрита ще одна хата-музей, в якій була розміщена документально-ілюстративна виставка про депортацію 1944-1947 років.
Цей фестиваль доповнився окремою дитячою сценою, біля якої діяли різноманітні атракціони. Дитяча ватрочка тривала майже чотири години. Вона зібрала численних глядачів — юних і дорослих. Біля дитячої сцени — наметове містечко, в якому діяла безкоштовна дегустація традиційних лемківських страв і напоїв.

### XV

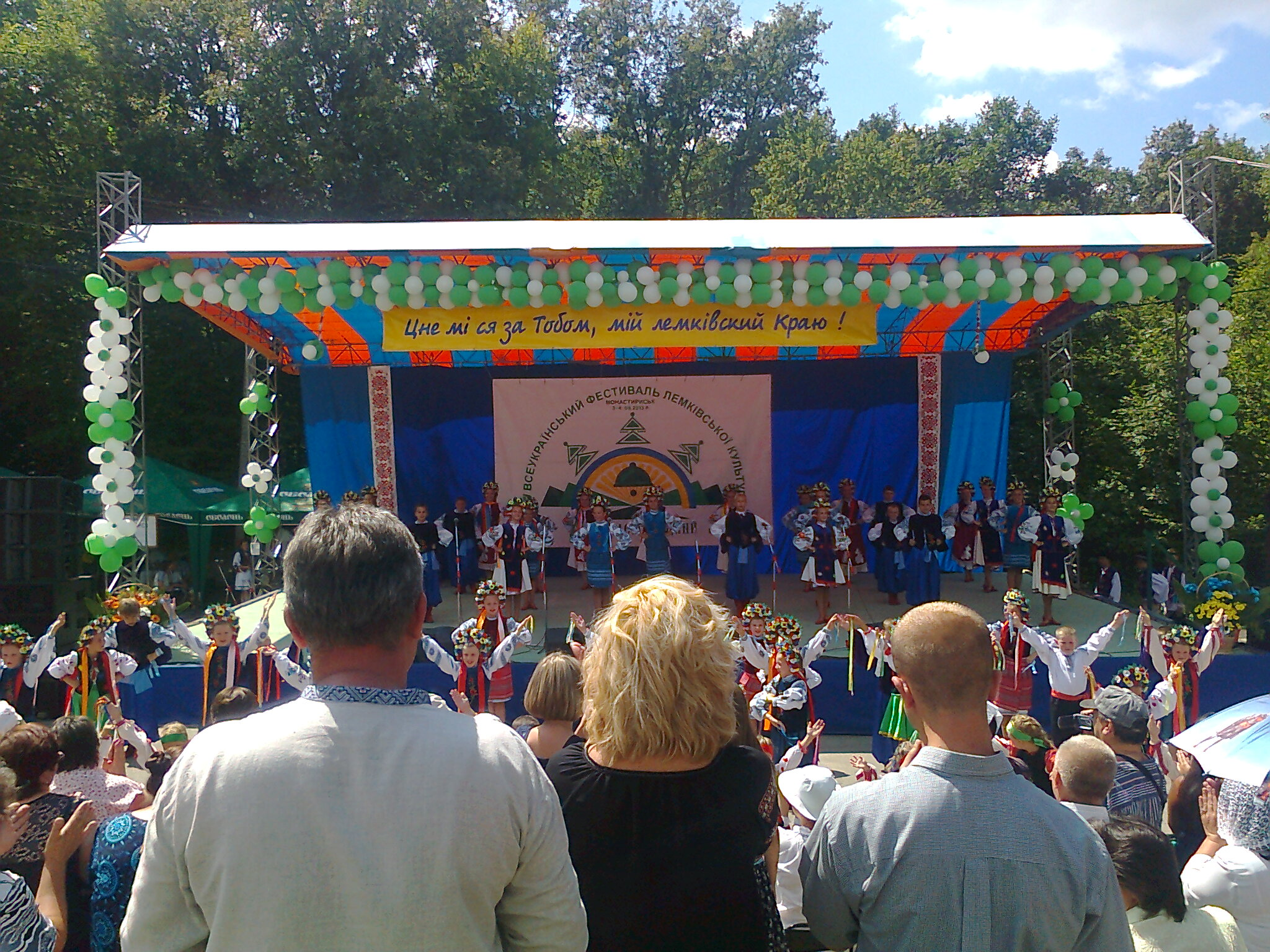
XV фестиваль

Відбувся 3—4 серпня 2013 року. Традиційно на Монастирищину з'їхалися лемки з багатьох куточків України та світу. Гості фесту згадують трагічні сторінки у своїй історії — депортацію 1944—1946 років та операцію «Вісла».
Крім сотні колективів, свою майстерність показали й кулінари, які приготували багато автентичних страв. Лемки перейняли чимало галицьких традицій. Організатори зуміли внести новинку у ватрівську програму. Кожне село району презентувало ідентичну лемківську страву.

### XVI
Відбувся 1—2 серпня 2015 року.
Цьогоріч не було ходи вулицями Монастириськ, тільки театральні дійства біля пам'ятника Шевченкові, пам'ятного знака Жертвам депортації, а також покладання квітів у сквері Матері Божої на честь загиблих в АТО та Небесної сотні.
На фестивалі були присутні Блаженніший Святослав УГКЦ, академік Микола Мушинка, голова Тернопільської ОДА Степан Барна, ведуча Національного радіо Емма Бабчук та інші відомі українські та лемківські діячі.
На фестивалі був знаменитий ансамбль з Польщі «Кичера», приїхали виконавці з Донеччини і села Переможне на Луганщині. Загалом з-поза меж Тернопільської області приїхало близько 30 колективів.

### XVII
Відбувся 6—7 серпня 2016 року. Господинею цьогорічного фестивалю була Лілія Плехтій, господарем — Ігор Дуда. На фестиваль приїхали відомі виконавці Софія Федина зі Львова, Юлія Дошна з Польщі, Анничка Чеберенчик зі США, загалом більше двадцяти лемківських колективів та солістів з України та закордоння (Німеччина, Польща, Словаччина, Італія, Греція. Португалія). Традиційно на ватряному полі свої вироби представляли майстри народних промислів лемківської культури. За безпекою та порядком стежили 165 поліцейських. Під час фестивалю військових, волонтерів, капеланів нагородили відзнаками за участь в АТО.